# Sammy Nelson
Sammy Nelson (Belfast, 1º aprile 1949) è un ex calciatore nordirlandese, di ruolo difensore.

## Carriera
Con la Nazionale nordirlandese ha preso parte ai Mondiali 1982.

## Palmarès

### Club

#### Competizioni nazionali
- Campionato inglese: 1

Arsenal: 1970-1971
- Coppa d'Inghilterra: 2

Arsenal: 1970-1971, 1978-1979

#### Competizioni internazionali
- Coppa delle Fiere: 1

Arsenal: 1969-1970